# 石黒大山
石黒 大山（いしぐろ たいざん、1932年5月19日 - ）は、日本の実業家。東海テレビ放送元社長。富山県射水市出身。

## 経歴・人物
1955年に早稲田大学政治経済学部卒業。同年に中部日本新聞社に入社した。
1976年に東海テレビ放送に転じ、報道局長、取締役、常務、専務を経て、1997年6月から副社長に就任し、2001年6月に社長に昇格した。2007年6月から会長に就任した。
その一方で、富山テレビ放送取締役、石川テレビ放送取締役、ナゴヤドーム取締役、フジ・メディア・ホールディングス取締役、フジテレビジョン取締役などを歴任した。
2008年11月旭日中綬章受章。